# Brandenburgs voetbalkampioenschap 1921/22
In 1921/22 werd het elfde voetbalkampioenschap gespeeld, dat georganiseerd werd door de Brandenburgse voetbalbond. 
SV Norden-Nordwest werd kampioen en plaatste zich zo voor de eindronde om de Duitse landstitel. De club versloeg FC Viktoria Forst en verloor in de halve finale van 1. FC Nürnberg.
Berliner BC 03 en Brandenburger FV 92 fusioneerden tot BBC Brandenburg 92

## 1. Klasse

### Groepfase

#### Groep A
| Plaats | Club                       | Wed. | W  | G | V  | Saldo | Ptn.  |
| ------ | -------------------------- | ---- | -- | - | -- | ----- | ----- |
| 1.     | SV Norden-Nordwest Berlin  | 20   | 13 | 3 | 4  | 35:21 | 29:11 |
| 2.     | Berliner FC Vorwärts 1890  | 20   | 13 | 3 | 4  | 44:23 | 29:11 |
| 3.     | Spandauer SV               | 20   | 11 | 1 | 8  | 35:36 | 23:17 |
| 4.     | SC Wacker 04 Tegel         | 20   | 10 | 3 | 7  | 25:31 | 23:17 |
| 5.     | Berliner TuFC Union 1892   | 20   | 9  | 4 | 7  | 41:30 | 22:18 |
| 6.     | Berliner TuFC Alemannia 90 | 20   | 9  | 3 | 8  | 49:34 | 21:19 |
| 7.     | Berliner SC Minerva 93     | 20   | 8  | 4 | 8  | 32:21 | 20:20 |
| 8.     | BBC Brandenburg 92         | 20   | 9  | 2 | 9  | 30:30 | 20:20 |
| 9.     | Tennis Borussia Berlin     | 20   | 8  | 2 | 10 | 39:36 | 18:22 |
| 10.    | SC Tasmania 1900 Neukölln  | 20   | 4  | 6 | 10 | 38:49 | 14:26 |
| 11.    | Berliner SC Bavaria 09     | 20   | 0  | 1 | 19 | 8:55  | 1:39  |

|  | Play-off voor finale |
|  | Degradatie           |

##### Play-off
| Team 1             | Uitslag  | Team 2          |
| ------------------ | -------- | --------------- |
| SV Norden-Nordwest | 2:1, 2:1 | BFC Vorwärts 90 |

#### Groep B
| Plaats | Club                        | Wed. | W  | G | V  | Saldo | Ptn.  |
| ------ | --------------------------- | ---- | -- | - | -- | ----- | ----- |
| 1.     | SC Union-SC Charlottenburg  | 18   | 14 | 2 | 2  | 57:24 | 30:6  |
| 2.     | SC Union 06 Oberschöneweide | 18   | 11 | 2 | 5  | 39:21 | 24:12 |
| 3.     | Berliner TuFC Viktoria 1889 | 18   | 10 | 3 | 5  | 42:27 | 23:13 |
| 4.     | Berliner SV 92              | 18   | 6  | 6 | 6  | 32:38 | 18:18 |
| 5.     | Berliner FC Preußen 1894    | 18   | 7  | 4 | 7  | 31:36 | 18:18 |
| 6.     | Berliner FC Hertha 92       | 18   | 8  | 1 | 9  | 24:26 | 17:19 |
| 7.     | VfB Pankow                  | 18   | 7  | 3 | 8  | 21:22 | 17:19 |
| 8.     | Potsdamer TuSU 1860         | 18   | 7  | 2 | 9  | 31:41 | 16:20 |
| 9.     | Berliner FV 1910            | 18   | 3  | 6 | 9  | 17:31 | 12:24 |
| 10.    | Berliner FC Nord 08         | 18   | 2  | 3 | 13 | 21:47 | 7:29  |

|  | Geplaatst voor finale |
|  | Degradatie            |

### Finale
| Team 1             | Uitslag  | Team 2                  |
| ------------------ | -------- | ----------------------- |
| SV Norden-Nordwest | 4:1, 1:0 | SC Union Charlottenburg |

## 2. Klasse

### Nordkreis
| Plaats | Club                      | Wed. | W | G | V  | Saldo | Ptn   |
| ------ | ------------------------- | ---- | - | - | -- | ----- | ----- |
| 1.     | BFC Meteor 06             | 16   | 8 | 7 | 1  | 30:16 | 23:09 |
| 2.     | BFC Concordia 1895        | 16   | 7 | 6 | 3  | 28:19 | 20:12 |
| 3.     | SC Wedding 1914           | 16   | 6 | 7 | 3  | 30:22 | 19:13 |
| 4.     | FC 1912 Velten            | 16   | 7 | 4 | 5  | 32:27 | 18:14 |
| 5.     | BSC Eintracht-Borussia 01 | 16   | 7 | 3 | 6  | 32:31 | 17:15 |
| 6.     | Wittenauer FC Concordia   | 16   | 5 | 4 | 7  | 24:27 | 14:18 |
| 7.     | BFC 1907 Nordstern        | 16   | 4 | 5 | 7  | 13:37 | 13:19 |
| 8.     | BFC Favorit 96            | 16   | 5 | 0 | 11 | 20:29 | 10:22 |
| 9.     | Berliner FC 1893          | 16   | 4 | 2 | 10 | 21:32 | 10:22 |

|  | Winnaar, promotie |
|  | Degradatie        |

### Westkreis
Na dit seizoene fuseerden Preußen en Viktoria Spandau tot Spandauer SC 1899.
| Plaats | Club                           | Wed. | W  | G | V  | Saldo | Ptn   |
| ------ | ------------------------------ | ---- | -- | - | -- | ----- | ----- |
| 1.     | SC Preußen 02 Spandau          | 18   | 12 | 3 | 3  | 47:27 | 27:09 |
| 2.     | SC Viktoria 1899 Spandau       | 18   | 13 | 1 | 4  | 39:23 | 27:09 |
| 3.     | Haselhorster TuFC Alemannia 06 | 18   | 11 | 3 | 4  | 44:23 | 25:11 |
| 4.     | Berliner Sport-Club            | 18   | 8  | 4 | 6  | 31:25 | 20:16 |
| 5.     | SC 1903 Nowawes                | 18   | 7  | 4 | 7  | 26:27 | 18:18 |
| 6.     | SC Hellas 04                   | 18   | 5  | 7 | 6  | 31:20 | 17:19 |
| 7.     | Beliner Sport Alliance 06      | 18   | 4  | 6 | 8  | 32:41 | 14:22 |
| 8.     | Charlottenburg FC Concordia 01 | 18   | 4  | 5 | 9  | 31:48 | 13:23 |
| 9.     | SC des Westens 1897            | 18   | 4  | 4 | 10 | 21:36 | 12:24 |
| 10.    | Sportfreunde VfL 1904 Potsdam  | 18   | 2  | 3 | 13 | 07:39 | 07:29 |

|  | Finale om de titel |
|  | Degradatie         |

Finale
| Team 1                   | Uitslag | Team 2                |
| ------------------------ | ------- | --------------------- |
| SC Viktoria 1899 Spandau | 9:6     | SC Preußen 02 Spandau |

### Ostkreis
| Plaats | Club                          | Wed. | W  | G | V  | Saldo | Ptn   |
| ------ | ----------------------------- | ---- | -- | - | -- | ----- | ----- |
| 1.     | SpVgg Wacker Lichtenberg 1905 | 18   | 12 | 3 | 3  | 34:13 | 27:09 |
| 2.     | Weißensee'er FC 1900          | 18   | 11 | 5 | 2  | 46:19 | 27:09 |
| 3.     | NSC Südstern 08               | 18   | 10 | 3 | 5  | 37:25 | 23:13 |
| 4.     | SC Ostend 08 Oberschöneweide  | 17   | 9  | 4 | 4  | 28:18 | 22:12 |
| 5.     | Adlershofer BC 08             | 18   | 8  | 4 | 6  | 26:23 | 20:16 |
| 6.     | NSC Cimbria 1900 Berlin       | 17   | 7  | 4 | 6  | 16:26 | 18:16 |
| 7.     | RFC Fortuna 07                | 18   | 5  | 4 | 9  | 26:36 | 14:22 |
| 8.     | Hertha 06 Weißensee           | 18   | 3  | 4 | 11 | 16:26 | 14:22 |
| 9.     | Lichtenberger BC 1909         | 18   | 4  | 2 | 12 | 18:30 | 10:26 |
| 10.    | SC Berolina 01 Berlin         | 18   | 3  | 1 | 14 | 17:48 | 07:29 |

|  | Finale om de titel  |
|  | Degradatie play-off |
|  | Degradatie          |

Degradatie play-off
| Team 1           | Uitslag | Team 2           |
| ---------------- | ------- | ---------------- |
| Hertha Weißensee | 0:1     | Lichtenberger BC |

Finale
| Team 1               | Uitslag       | Team 2                  |
| -------------------- | ------------- | ----------------------- |
| Weißensee'er FC 1900 | 2:1, 0:2, 3:1 | Lichtenberger SC Wacker |

### Südkreis
| Plaats | Club                             | Wed. | W  | G | V  | Saldo | Ptn   |
| ------ | -------------------------------- | ---- | -- | - | -- | ----- | ----- |
| 1.     | BV 1906 Luckenwalde              | 17   | 15 | 2 | 0  | 64:11 | 32:02 |
| 2.     | BV Sportlust-Borussia Schöneberg | 18   | 11 | 3 | 4  | 44:32 | 25:11 |
| 3.     | BSC Hubertuself Schöneberg       | 18   | 8  | 5 | 5  | 39:29 | 21:15 |
| 4.     | Steglitzer FC Stern 1900         | 17   | 8  | 2 | 7  | 32:23 | 18:16 |
| 5.     | BFC Stern 1889                   | 17   | 6  | 4 | 7  | 31:32 | 16:18 |
| 6.     | SV Cherusker 1910                | 18   | 6  | 3 | 9  | 28:44 | 15:21 |
| 7.     | FC West 1903 Berlin              | 18   | 5  | 4 | 9  | 19:35 | 14:22 |
| 8.     | VfB Luckenwalde                  | 18   | 3  | 7 | 8  | 26:31 | 13:23 |
| 9.     | BFC Germania 1888                | 18   | 5  | 3 | 10 | 27:45 | 13:23 |
| 10.    | BSC Frankonia 04                 | 17   | 3  | 3 | 11 | 18:46 | 09:25 |

|  | Winnaar, promotie |
|  | Degradatie        |